# Tony Blue
Tony Blue, född 4 februari 1936, död 1 oktober 2020, var en australisk friidrottare. Han deltog vid olympiska sommarspelen 1960 och olympiska sommarspelen 1964.